# Trichotithonus conspectus
Trichotithonus conspectus là một loài bọ cánh cứng trong họ Cerambycidae.